# Luigi Arienti
Luigi Arienti (Desio, 6 januari 1937 – aldaar, 7 februari 2024) was een Italiaans wielrenner.
Arienti won tijdens de Olympische Zomerspelen 1960 in eigen land samen met zijn ploeggenoten de gouden medaille op de ploegenachtervolging.
Arienti overleed op 7 februari 2024 op 87-jarige leeftijd.

## Resultaten
| Jaar | WK | Olympische Zomerspelen |
| ---- | -- | ---------------------- |
| 1960 |    | ploegenachtervolging   |

1908: Jones, Kingsbury, Meredith, Payne ·
1920: Magnani, Carli, Ferrario, Giorgetti ·
1924: De Martini, Dinale, Menegazzi, Zucchetti ·
1928: Facciani, Gaioni, Lusiani, Tasselli ·
1932: Pedretti, Borsari, Cimatti, Ghilardi ·
1936: Nizerhy, Charpentier, Goujon, Lapébie ·
1948: Decanali, Adam, Blusson, Coste ·
1952: Morettini, Campana, de Rossi, Messina ·
1956: Gasparella, Domenicali, Faggin, Gandini ·
1960: Vigna, Arienti, Testa, Vallotto ·
1964: Streng, Claesges, Henrichs, Link ·
1968: Lyngemark, Olsen, Asmussen, Jensen ·
1972: Schumacher, Colombo, Haritz, Hempel ·
1976: Vonhof, Braun, Lutz, Schumacher ·
1980: Manakov, Movtsjan, Ossokin, Petrakov ·
1984: Grenda, Turtur, Nichols, Woods ·
1988: Jekimov, Kasputis, Neljoebin, Oemaras ·
1992: Fulst, Glöckner, Lehmann, Steinweg ·
1996: Capelle, Ermenault, Monin, Moreau ·
2000: Fulst, Bartko, Becke, Lehmann ·
2004: Brown, McGee, Lancaster, Roberts ·
2008: Clancy, Manning, Thomas, Wiggins · 
2012: Burke, Clancy, Kennaugh, Thomas · 
2016: Burke, Clancy, Doull, Wiggins · 
2020: Consonni, Ganna, Lamon, Milan · 
2024:  Bleddyn, Welsford, Leahy, O'Brien
Wielerploegen van Luigi Arienti
Arienti ·
Babini (vanaf 02/10) ·
Bampi ·
Cerato (vanaf 15/06) ·
Chiodini · 
Costalunga ·
Fallarini ·
Fornoni ·
Grilli ·
Messina ·
Pellicciari ·
Ratti ·
Ricco ·
Venturelli ·
Zamboni
Acconcia ·
Aldovini ·
Arienti ·
Babini ·
Cerato ·
Chiodini · 
De Rosso ·
Falaschi ·
Fallarini ·
Fornoni ·
Galeaz ·
Meldolesi ·
Pellegrini ·
Rüegg ·
Venturelli ·
Zamboni